# 挖苦
挖苦是一种尖锐，直接而富有攻击性的表达方式。这种表达方式一般在嘲笑或辱骂他人时使用。在日常语言中，“挖苦”一词通常被认为和反讽有关，或者指出对方的自相矛盾之处，但实际上，挖苦不一定带有反讽。Dictionary.com认为挖苦是一种更严厉的嘲笑。

## 词源学
汉语中：《二十年目睹之怪现状》第四一回：“说是测字先生看《经世文编》，看来他还想做官，还想大用呢。从此就三三两两，时来挖苦。”
西方语言中，这个词来自于希腊语的 （sarkasmos），后者又来自于 ，本意是“活生生撕开，愤怒地咬下唇，冷笑”。
在英语中，此词在1579年出现，来自爱德华·斯宾塞的牧羊人日历（The Shepheardes Calender）。